# فرنسيسكو لارا
فرنسيسكو لارا (بالإسبانية: Francisco Lara) هو موزع وملحن إسباني، ولد في 1968.